# Dioscorea mangenotiana
Dioscorea mangenotiana là một loài thực vật có hoa trong họ Dioscoreaceae. Loài này được J.Miège mô tả khoa học đầu tiên năm 1958.